# Air Canada
Air Canada mit Sitz in Montreal ist die größte kanadische Fluggesellschaft sowie Gründungsmitglied der Luftfahrtallianz Star Alliance.

## Geschichte

### Gründung und erste Jahre

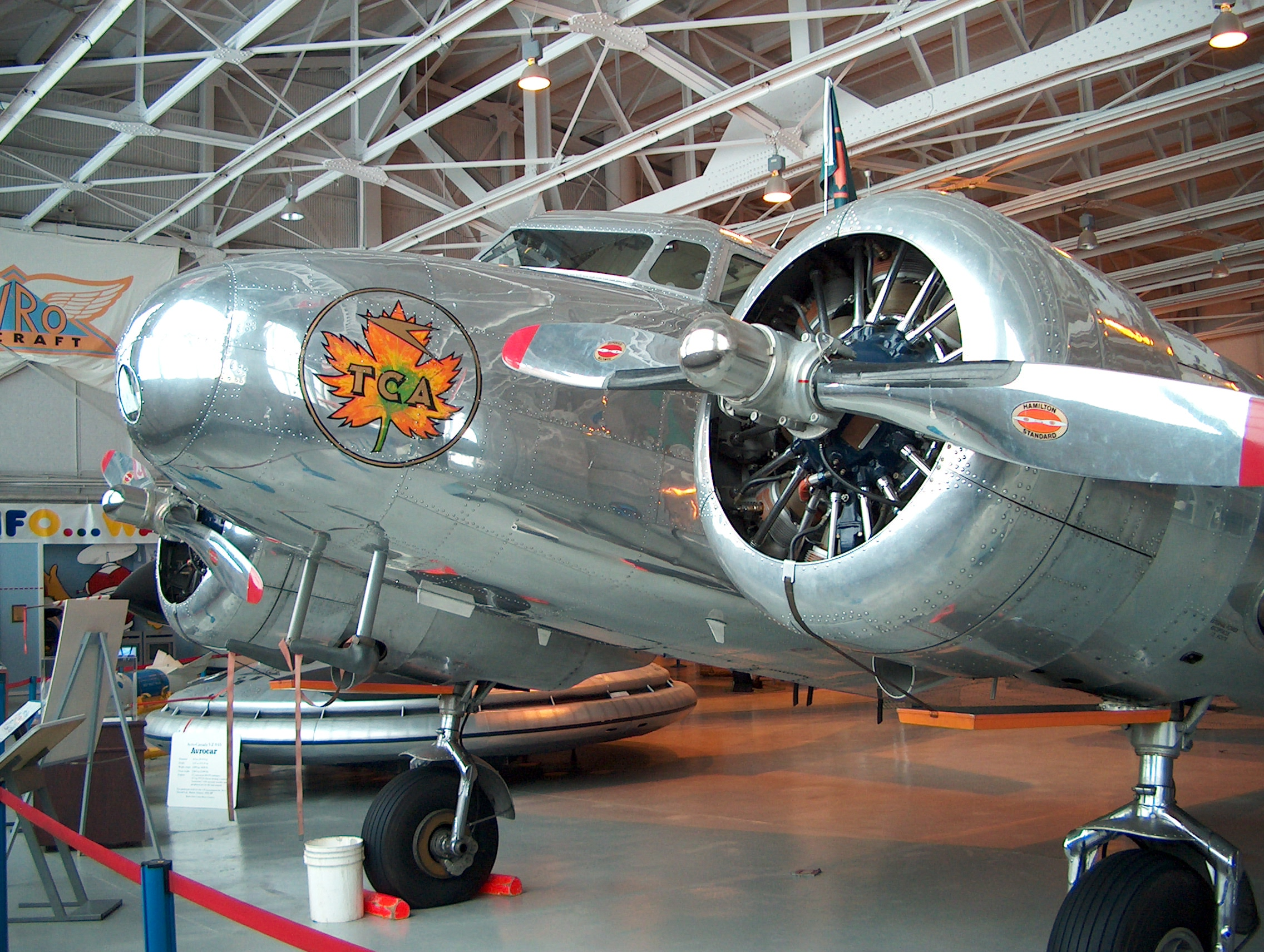
Eine Lockheed Modell 10 der früheren Trans-Canada Air Lines

Am 10. April 1937 wurde die Trans-Canada Air Lines (kurz TCA) als Tochterunternehmen der staatlichen Eisenbahngesellschaft Canadian National Railway (kurz CNR) mit Sitz in Winnipeg gegründet. Die Aufnahme des Flugbetriebs erfolgte am 1. September desselben Jahres zwischen Vancouver und Seattle mit einer Lockheed 10A. Auf dem ersten dieser fünfzigminütigen Linienflüge beförderte man zwei Passagiere und Briefpost. Erste transkontinentale Postflüge zwischen Vancouver und Montreal wurden 1938 aufgenommen. Ab April 1939 erfolgten auch Personenbeförderungen auf dieser Strecke.
Der Unternehmenssitz wurde 1949 nach Montreal verlegt, später folgten auch die Wartungseinrichtungen dorthin. Dieser Umzug bedeutete für das westliche Kanada einen bedeutenden wirtschaftlichen Schicksalsschlag. Trans-Canada Airlines führte 1953 als erste Fluggesellschaft der Welt ein rechnergesteuertes Reservierungssystem ein. Um die Bedeutung als nationale Fluggesellschaft Kanadas zu verdeutlichen, nutzte das Staatsunternehmen ab März 1959 erstmals den Namenszusatz Air Canada zu Werbezwecken in Europa. Am 1. Juni 1964 wurde Air Canada zum offiziellen Namen der Gesellschaft, wobei die Namensänderung im Außenauftritt allerdings in Schritten erfolgte. Ab dem 1. Januar 1965 nutzte das Unternehmen den neuen Namen Air Canada auch nach außen sichtbar im Markenauftritt. In den späten 70er Jahren wurde die Canadian National Railway umstrukturiert und Air Canada teilweise privatisiert.

### 1980er- und 1990er-Jahre

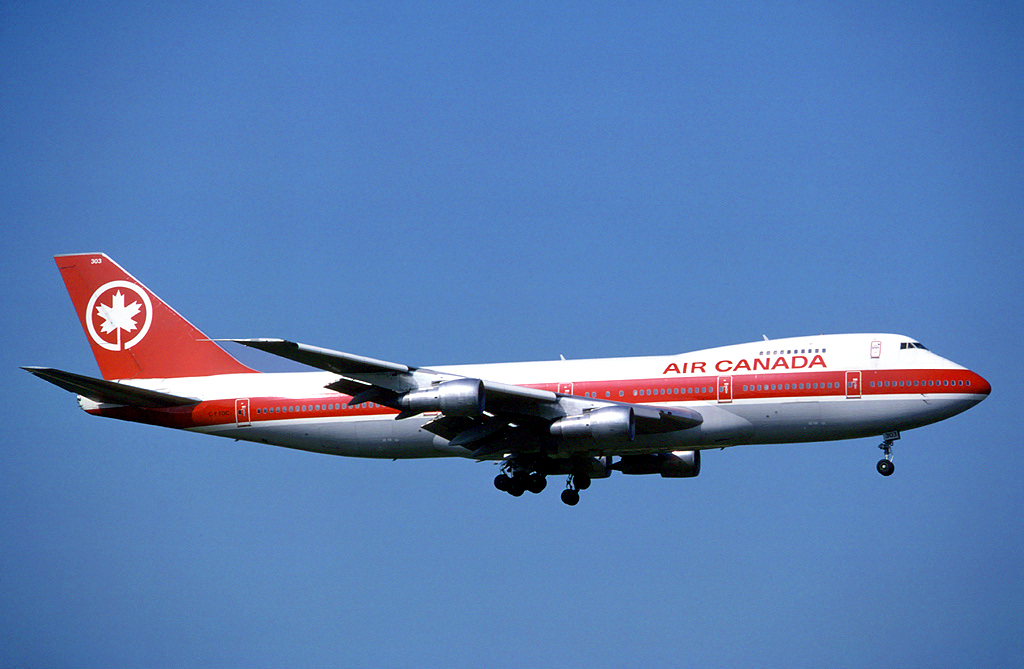
Eine Boeing 747-100 der Air Canada im Jahr 1983

1983 tätigte Air Canada ihre erste Großbestellung bei Airbus, als man 34 Airbus A320 bestellte; seitdem war Air Canada lange Zeit Stammkunde bei Airbus, mehrere Exemplare der Airbus-A320-Familie wurden nachbestellt, und man baute eine Langstreckenflotte bestehend aus Airbus A330/A340 auf. 1987 führte Air Canada als erste Fluggesellschaft überhaupt ein allgemeines Rauchverbot ein. 1989 wurde Air Canada vollständig privatisiert. 1994 führte Air Canada eine radikal umgestaltete Bemalung der Flotte ein und schaffte das Drei- zugunsten eines Zweiklassensystems ab. Elektronische Tickets führte man 1995 ein.
1997 gründete Air Canada zusammen mit Lufthansa, Thai Airways, SAS Scandinavian Airlines und United Airlines mit der Star Alliance die erste und bis heute größte Luftfahrtallianz.

### 21. Jahrhundert

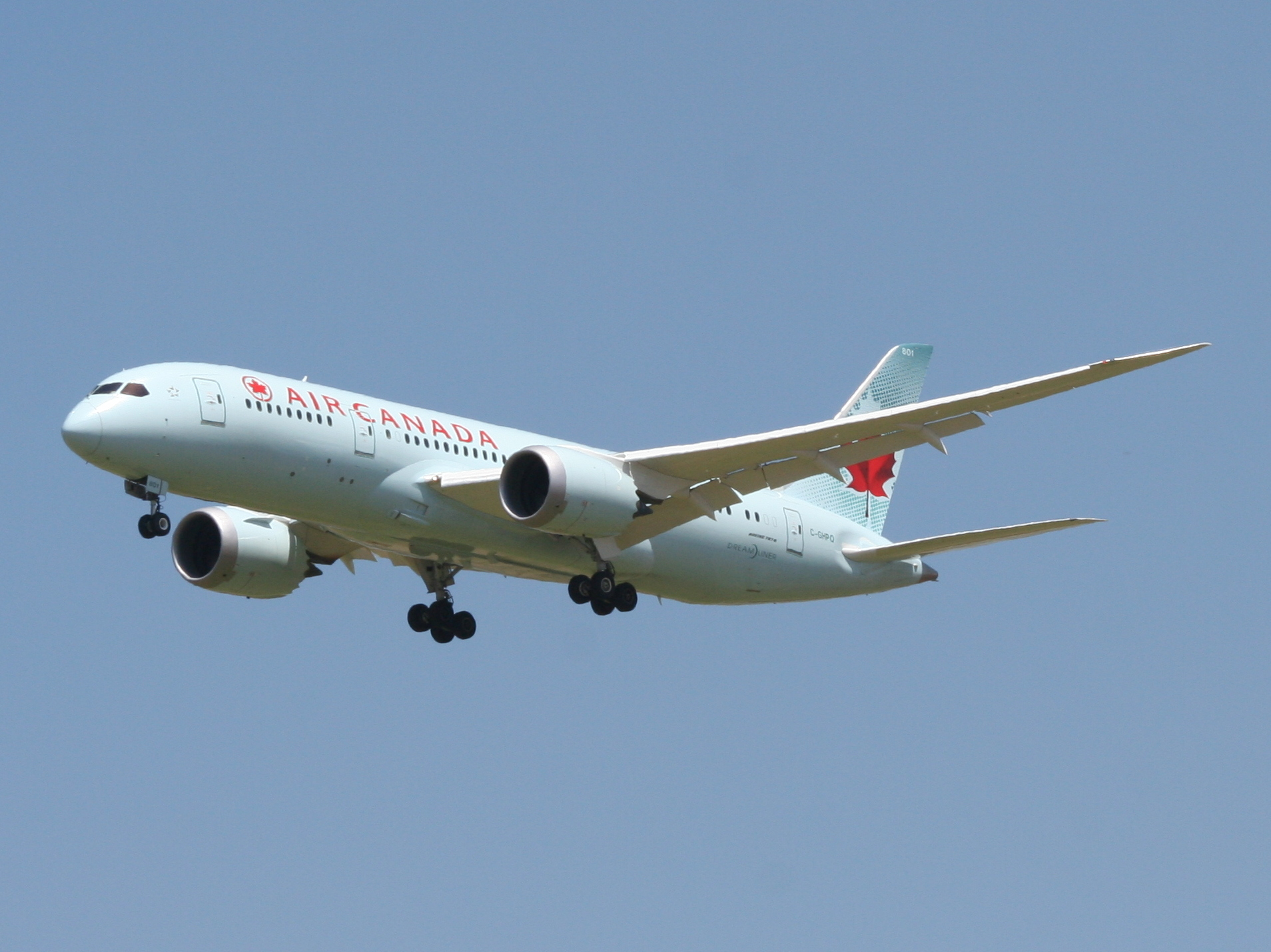
Boeing 787-8 der Air Canada

Im Januar 2001 übernahm Air Canada Kanadas zweitgrößte Fluggesellschaft Canadian Airlines. Dadurch stieg Air Canada zur weltweit zwölftgrößten kommerziellen Fluggesellschaft auf. Trotz dieser Erfolge litt man, wie fast alle Fluggesellschaften zu dieser Zeit, an den weltpolitischen Folgen des 11. Septembers, und auch auf Grund anderer Schwierigkeiten drohte 2003 die Zahlungsunfähigkeit. Man begab sich am 1. April 2003 unter Insolvenzschutz, den man 18 Monate später am 30. September 2004 verlassen konnte. In dieser Zeit wurde die Gesellschaft radikal umstrukturiert und auch eine Neuausrichtung der Flottenbeschaffung beschlossen. Neuer Eigentümer der Fluggesellschaft wurde die neugegründete ACE Aviation Holdings.
Am 31. Oktober 2004 führte Air Canada den letzten Flug mit einer Boeing 747-400 durch; sie wurde durch kleinere Airbus A340 ersetzt.
Es erfolgte eine Großbestellung über 18 Boeing 777 und 14 Boeing 787 für die Langstreckenflotte; damit war die Tradition, bei Airbus zu bestellen, Geschichte. Diese Bestellung wurde 2007 noch erhöht. Im Juli 2008 wurden die letzten bestellten A340-600 storniert.
Im April 2009 übernahm Calin Rovinescu als CEO der Airline. 2013 wurde Air Canada's Strategie des systematischen Überbuchens enthüllt, welches mehrere Passagiere auf denselben Sitzplatz zuwies und somit zu Buchungsproblemen führte, drängte die kanadische Regierung zur Einrichtung eines „Passagiergrundgesetzes“.
2014 votierten die Piloten der Air Canada mit einer 84-%-Mehrheit für einen zehnjährigen Vertrag für die Lösung von Streitangelegenheiten durch Schlichtung und Mediation.
2016 unterschrieb Air Canada einen Vertrag mit dem Flugzeughersteller Bombardier, um die bestehenden Embraer 190 durch neue Airbus A220-300 zu ersetzen.
Im Februar 2017 bekamen die Maschinen der Air Canada zum Anlass des 80. Geburtstags der Airline sowie dem 150. Jubiläum der kanadischen Könfoderation eine neue Retro-Bemalung in schwarz und rot. Die Bemalung wurde direkt auf drei neue Boeing 787-9 aufgebracht.
Air Canada hat ebenso Bestellungen für insgesamt 61 Boeing 737 MAX aufgegeben, welche ab Oktober 2017 ausgeliefert werden sollen.

## Tochtergesellschaften

### Air Canada Jazz/Express

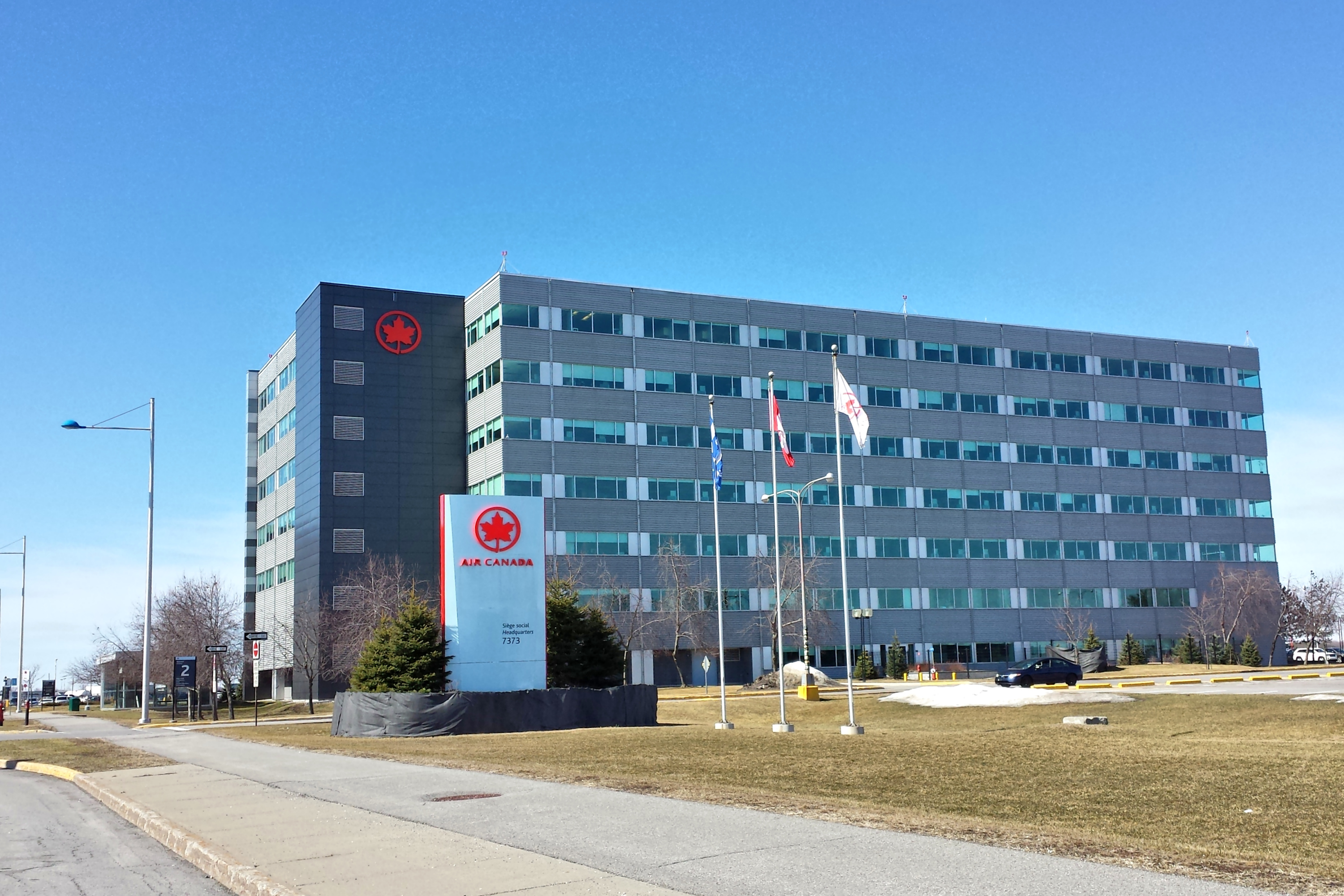
Der Sitz von Air Canada in Montréal

Die Fluggesellschaften Air BC, Air Ontario, Air Nova und Canadian Regional Airlines fusionierten im Januar 2002 zu der Regionalgesellschaft und dem Tochterunternehmen der Air Canada: Air Canada Jazz (ICAO:ARN; IATA:QK; Callsign: Transcan). Air Canada Jazz bediente hauptsächlich ein großes Netz innerhalb Kanadas. Zu den über 85 Zielen der Gesellschaft zählten unter anderem: Toronto, Vancouver, Montréal, Calgary, Halifax, Yellowknife, Victoria, Prince Albert, Yarmouth, Regina, Kenora, Comox, Repulse Bay, Saskatoon, Timmins, Winnipeg und Whitehorse in Kanada sowie Seattle, Chicago und Fairbanks in den USA. Air Canada Jazz war somit eine der größten Regionalfluggesellschaften der Welt.
2006 verkaufte Air Canada ihre Anteile an Air Canada Jazz, diese befindet sich heute unter dem Namen Jazz Aviation im Besitz der Chorus Aviation Inc., führt aber unter dem Namen Air Canada Express nach wie vor Regionalflüge für Air Canada durch.

### Air Canada Jetz
Air Canada Jetz wurde am 31. Oktober 2001 als hundertprozentiges Tochterunternehmen der Air Canada gegründet. Der ehemalige Präsident der Air Alliance, Robert Perrault, war von Anfang an Leiter dieses Unternehmens. Zurzeit wird die Airline von Alain Boudreau geleitet. Während der NHL-Saison 2006–2007 wurden die Mannschaften der Vancouver Canucks, der Calgary Flames, der Edmonton Oilers, der Ottawa Senators, der Canadiens de Montréal und der Toronto Maple Leafs mit Flugzeugen der Air Canada Jetz transportiert. Für die Saison 2008 wurde zusätzlich noch die Mannschaft der Boston Bruins befördert. Außerdem transportiert Jetz auch noch die NBA-Mannschaft Toronto Raptors. In den Jahren 2005 und 2006 beförderte Jetz unter anderem die irische Rockband U2 während ihrer Vertigo-Tour, die Rolling Stones auf ihrer Nordamerika-Tour und viele weitere bekannte Gruppen und Geschäftsleute.

### Air Canada Rouge
Im Dezember 2012 gab Air Canada die Gründung einer neuen Charterfluggesellschaft mit dem Namen Air Canada Rouge bekannt. Die Billigfluggesellschaft fliegt Urlaubsziele in Europa, Mexiko, der Karibik und den USA an. Die Flotte besteht (Stand Juli 2023) aus 20 Airbus A319-100, 5 Airbus A320 und 17 Airbus A321-200.

## Flugziele

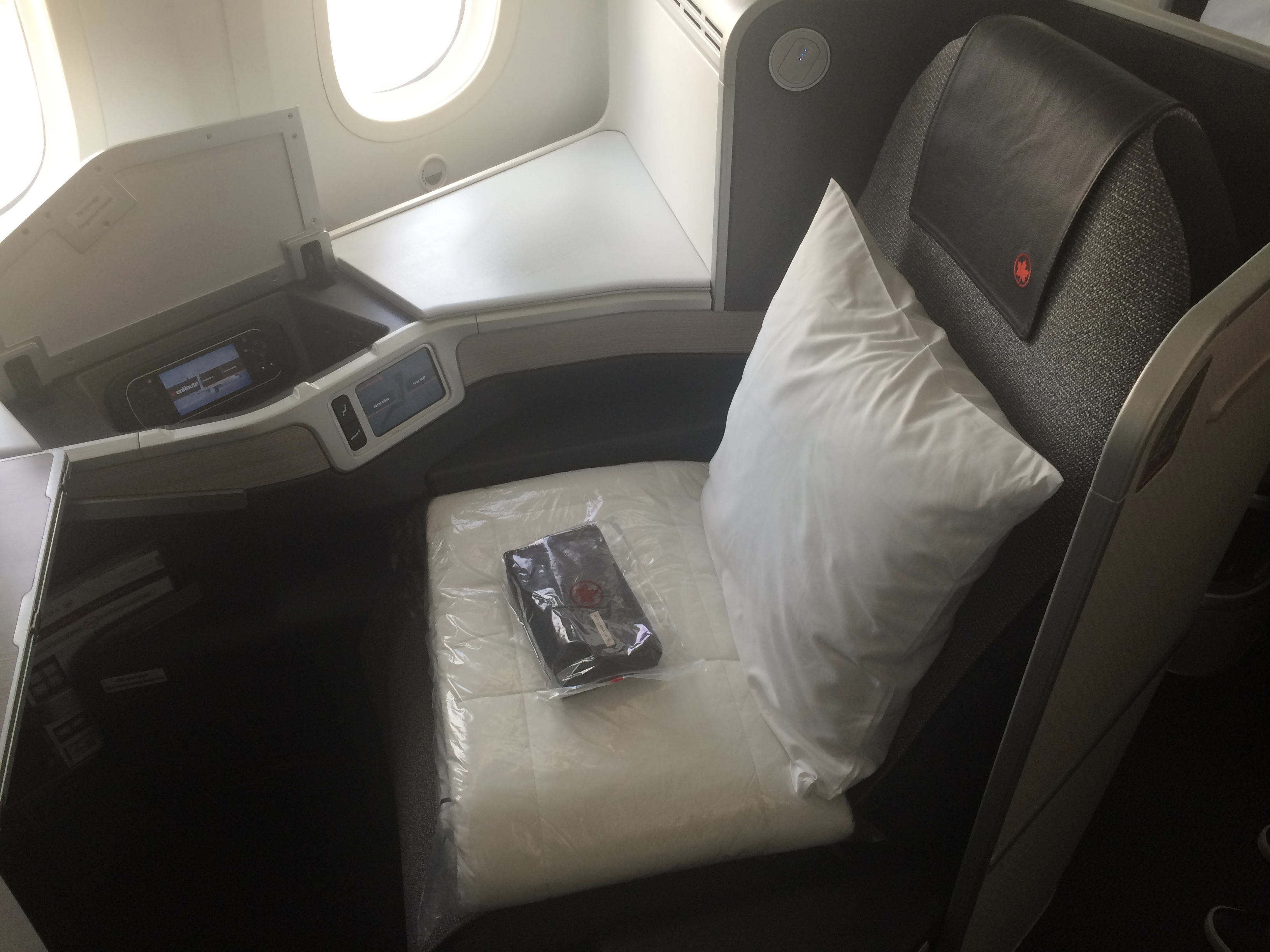
Air Canada Signature Class einer Langstreckenmaschine

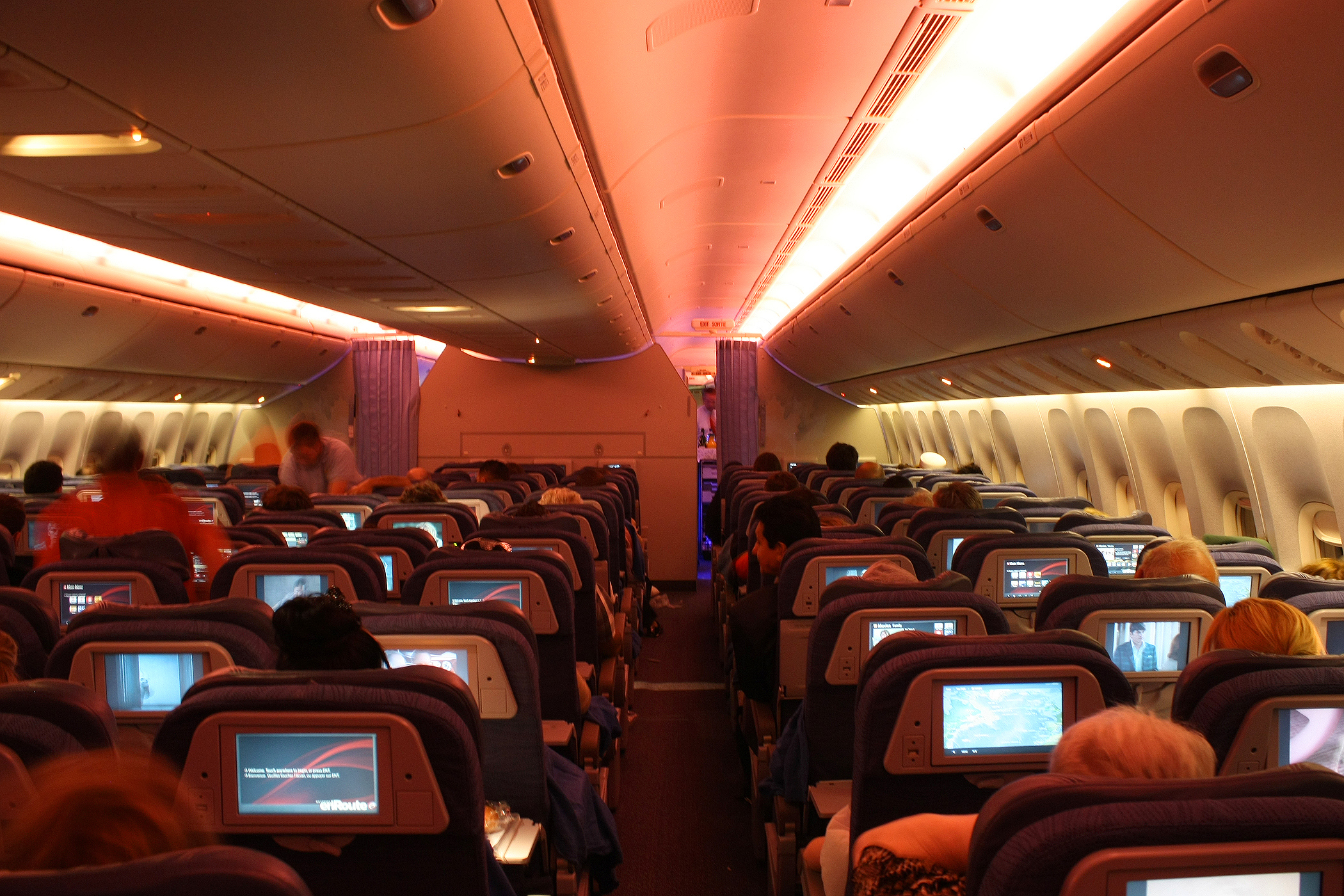
Economy Class der Air Canada

Air Canada bedient neben Zielen innerhalb Kanadas auch Ziele in anderen Ländern Amerikas sowie in Afrika, Asien, Europa, Australien und Neuseeland.
Im deutschsprachigen Raum werden Frankfurt, München, Wien und Zürich angeflogen.

### Codesharing
Air Canada unterhält Codeshare-Abkommen mit folgenden Fluggesellschaften (Star-Alliance-Mitglieder sind mit * gekennzeichnet):
- Aegean Airlines*
- Aer Lingus
- Air China*
- Air Dolomiti
- Air India*
- Air New Zealand*
- All Nippon Airways*
- Asiana Airlines*
- Austrian Airlines*
- Avianca*
- Azul Linhas Aéreas
- Brussels Airlines*
- Cathay Pacific
- Central Mountain Air
- Croatia Airlines*
- Discover Airlines
- Edelweiss Air
- Egypt Air*
- Emirates
- Ethiopian Airlines*
- Etihad Airways
- Eurowings
- EVA Air*
- Flydubai
- Gol Linhas Aéreas
- LOT*
- Lufthansa*
- Middle East Airlines
- SAS Scandinavian Airlines*
- Singapore Airlines*
- SriLankan Airlines
- Swiss*
- South African Airways*
- TAP Portugal*
- Thai Airways*
- Turkish Airlines*
- United Airlines*
- Virgin Australia
- Vistara

## Flotte

### Aktuelle Flotte

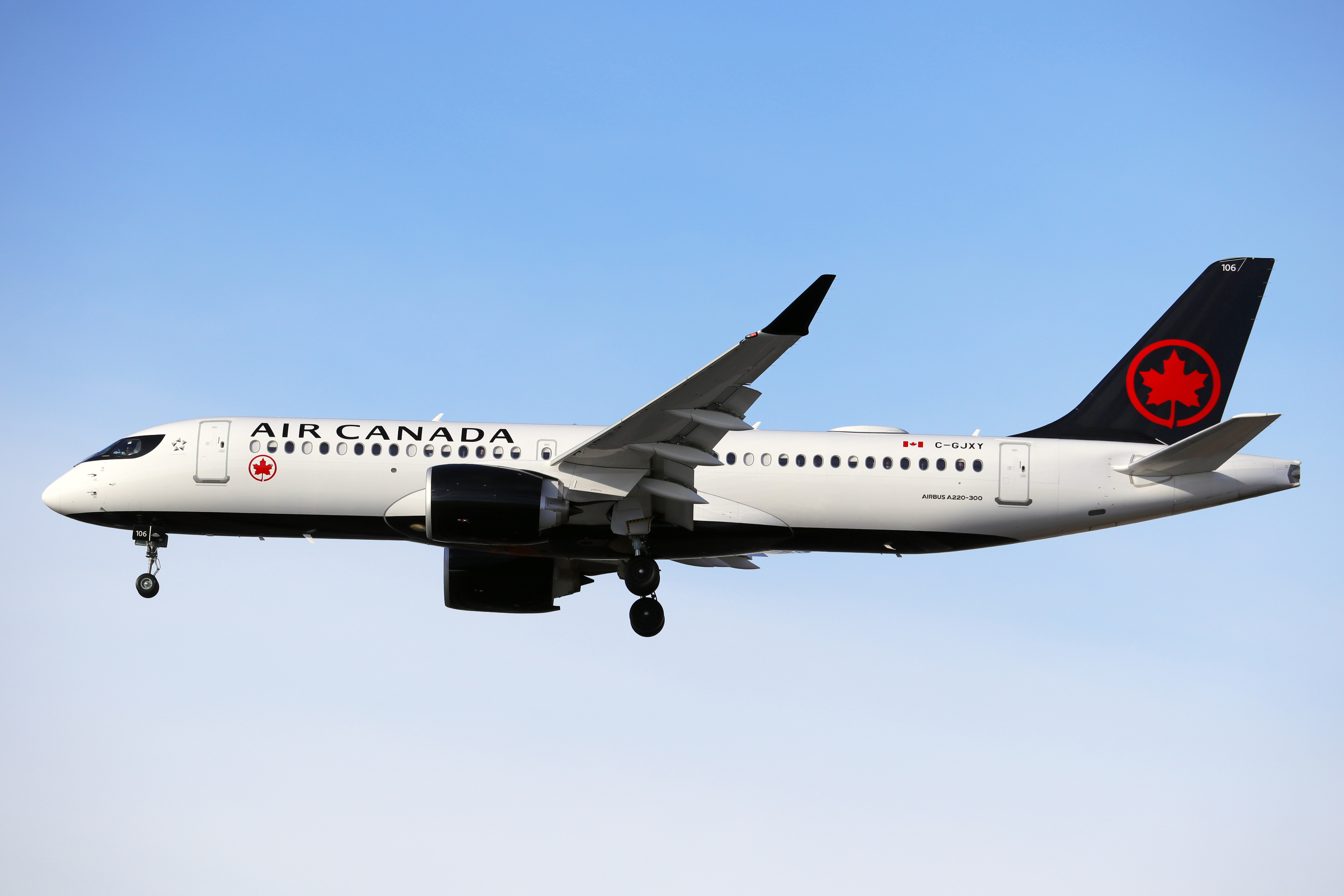
Airbus A220-300
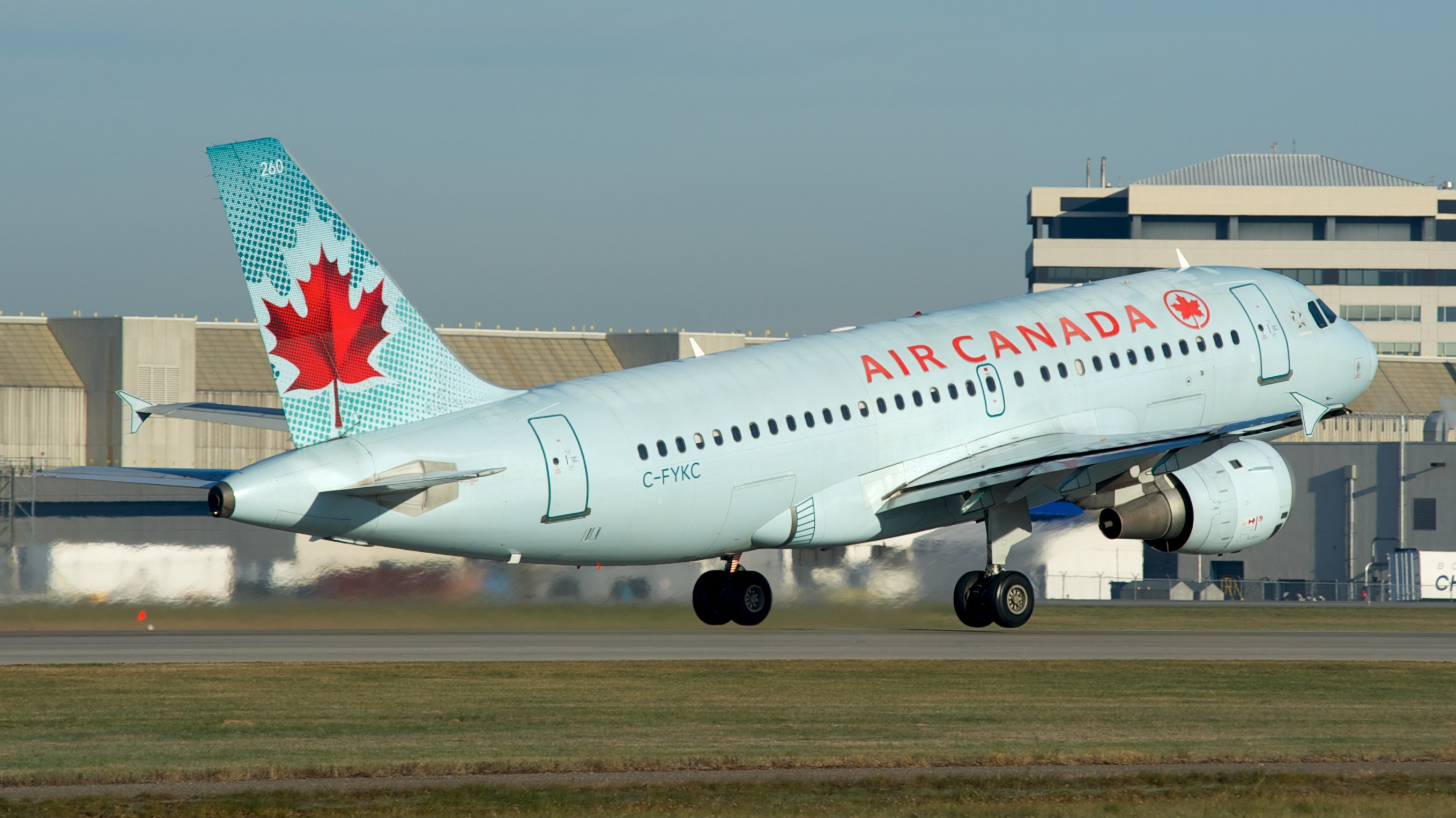
Airbus A319-100
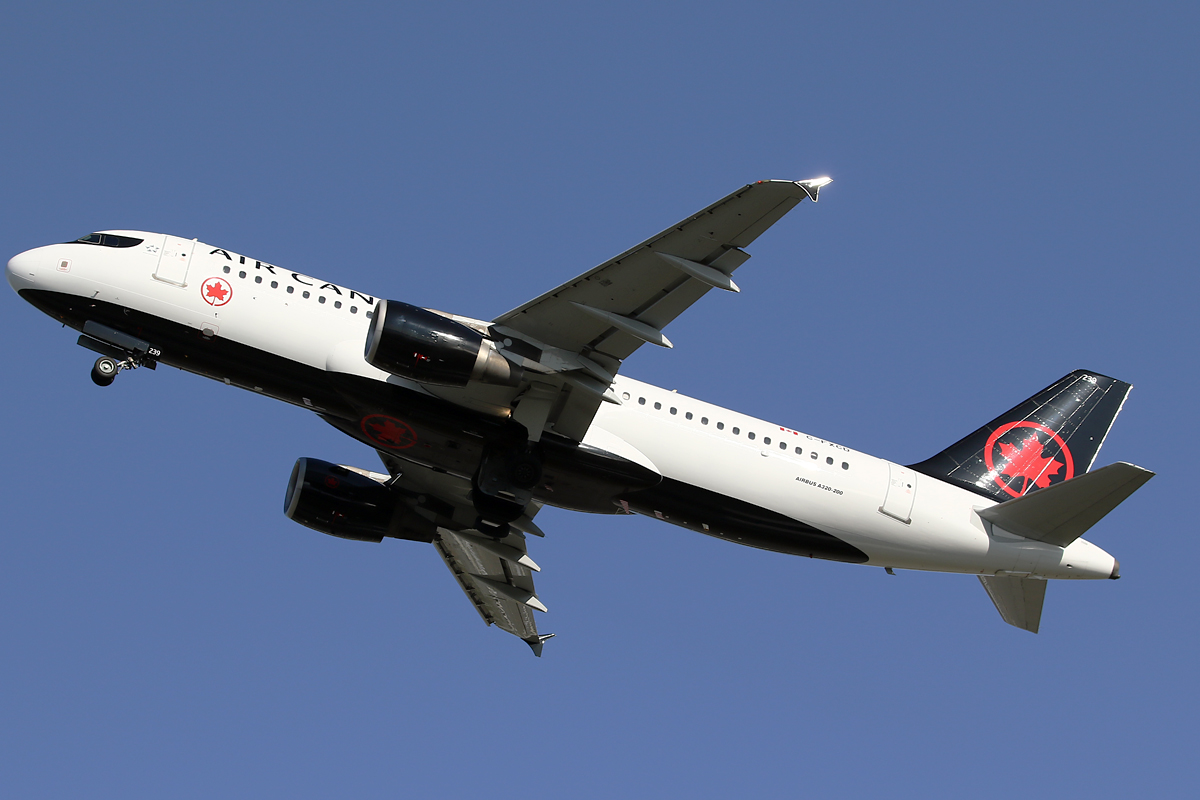
Airbus A320-200
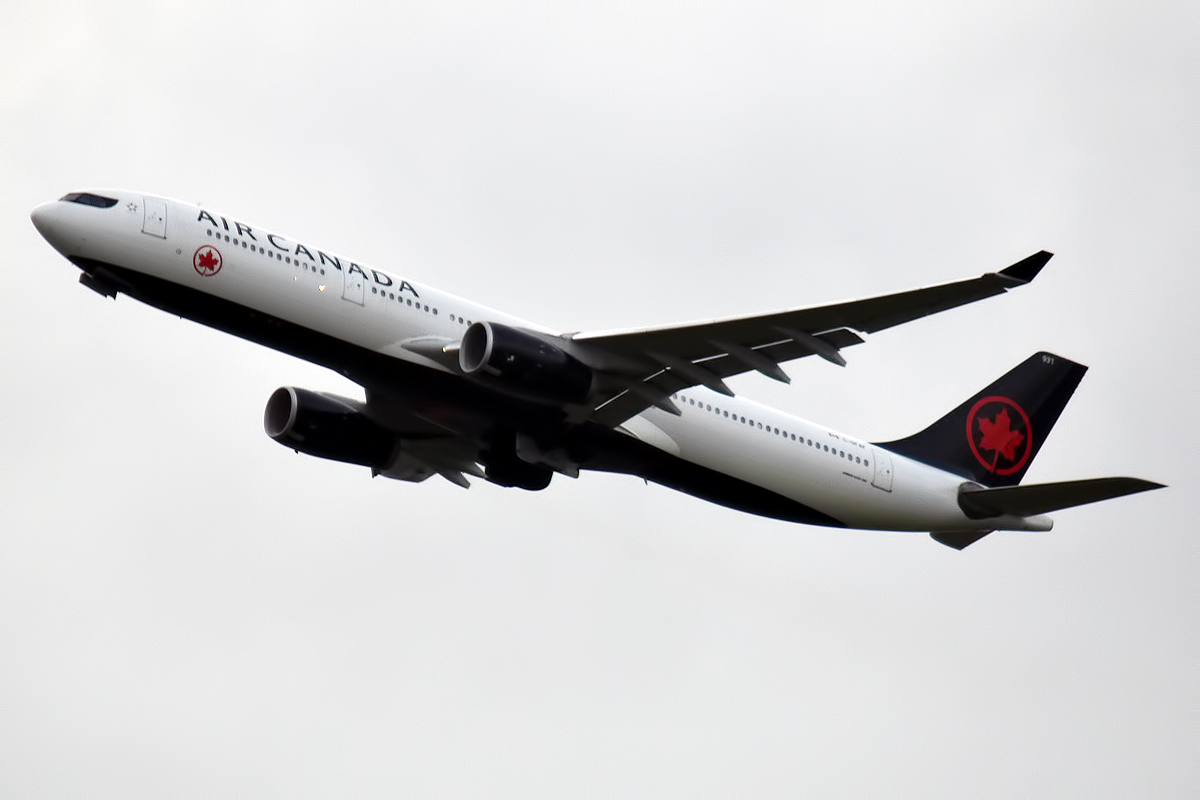
Airbus A330-300
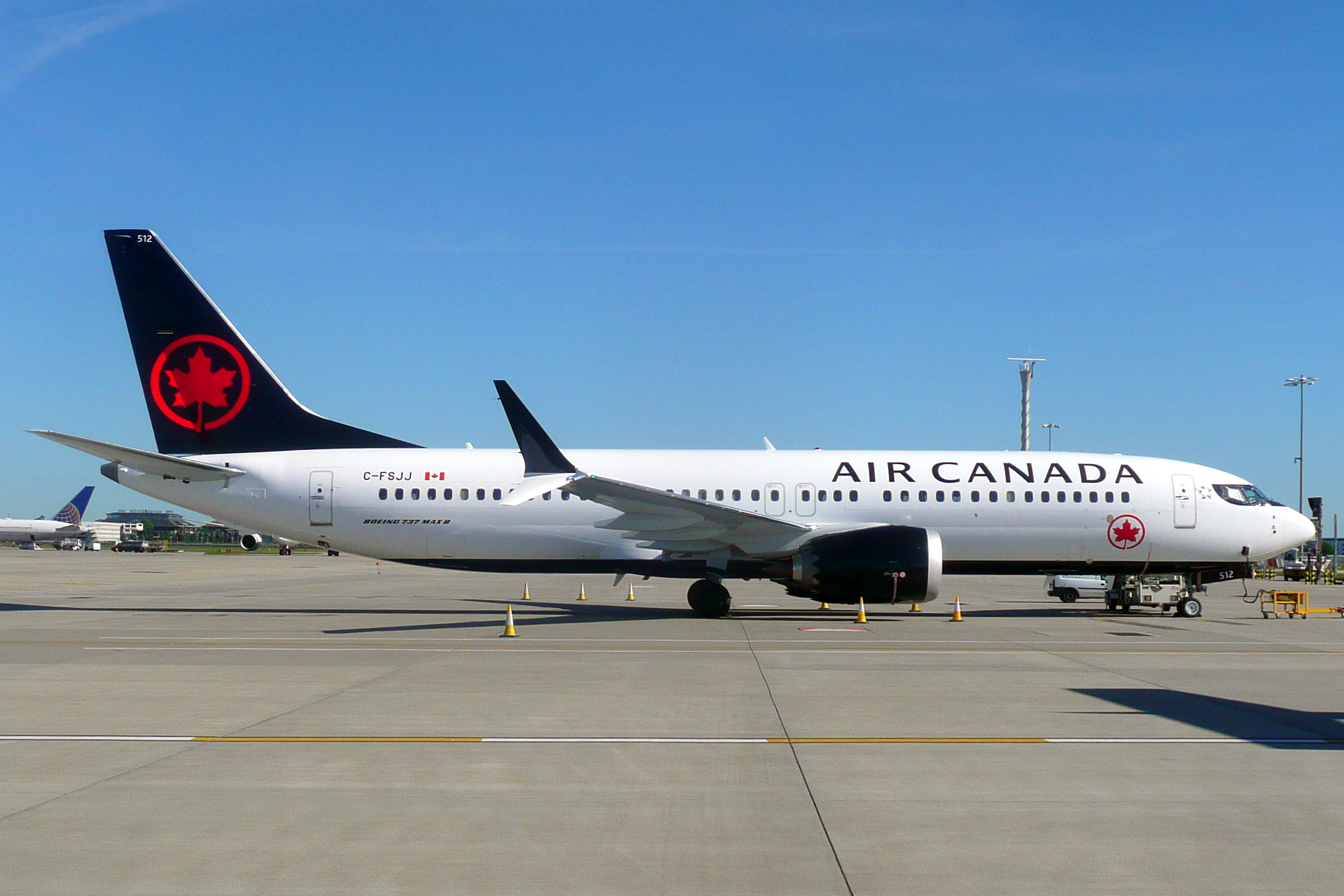
Boeing 737-8 MAX
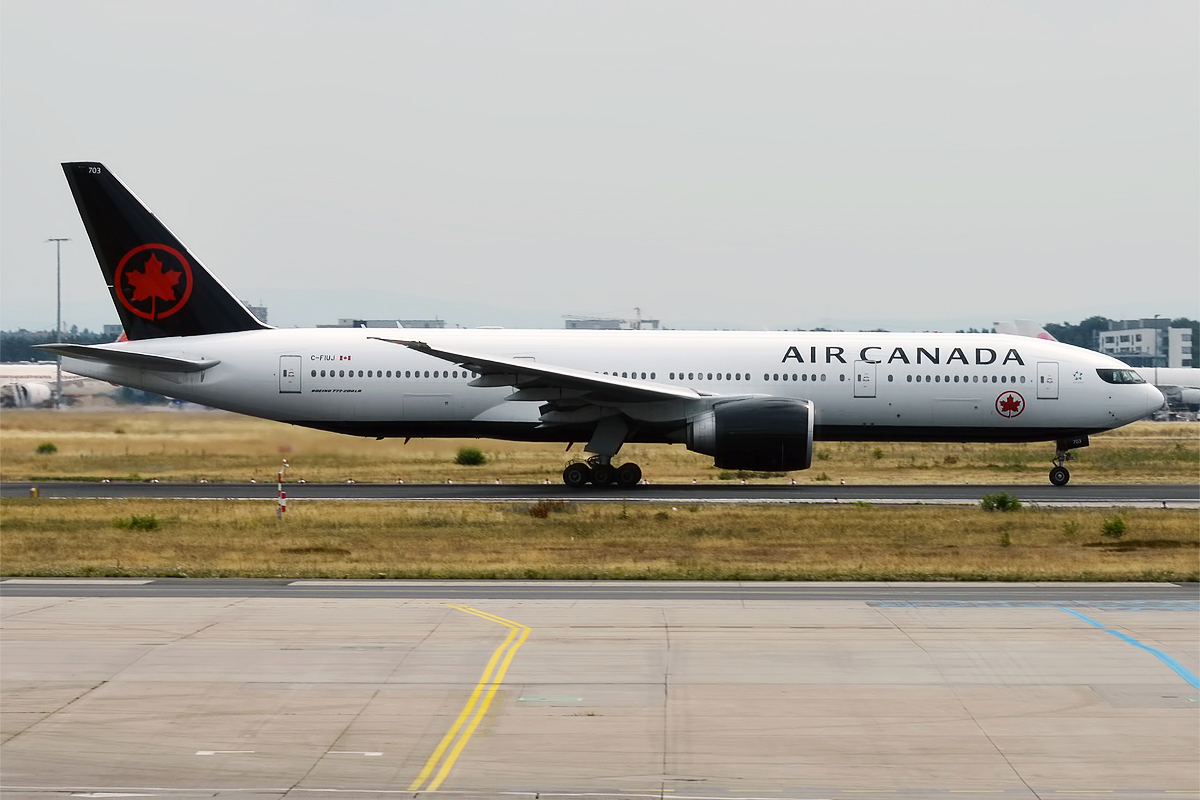
Boeing 777-200LR
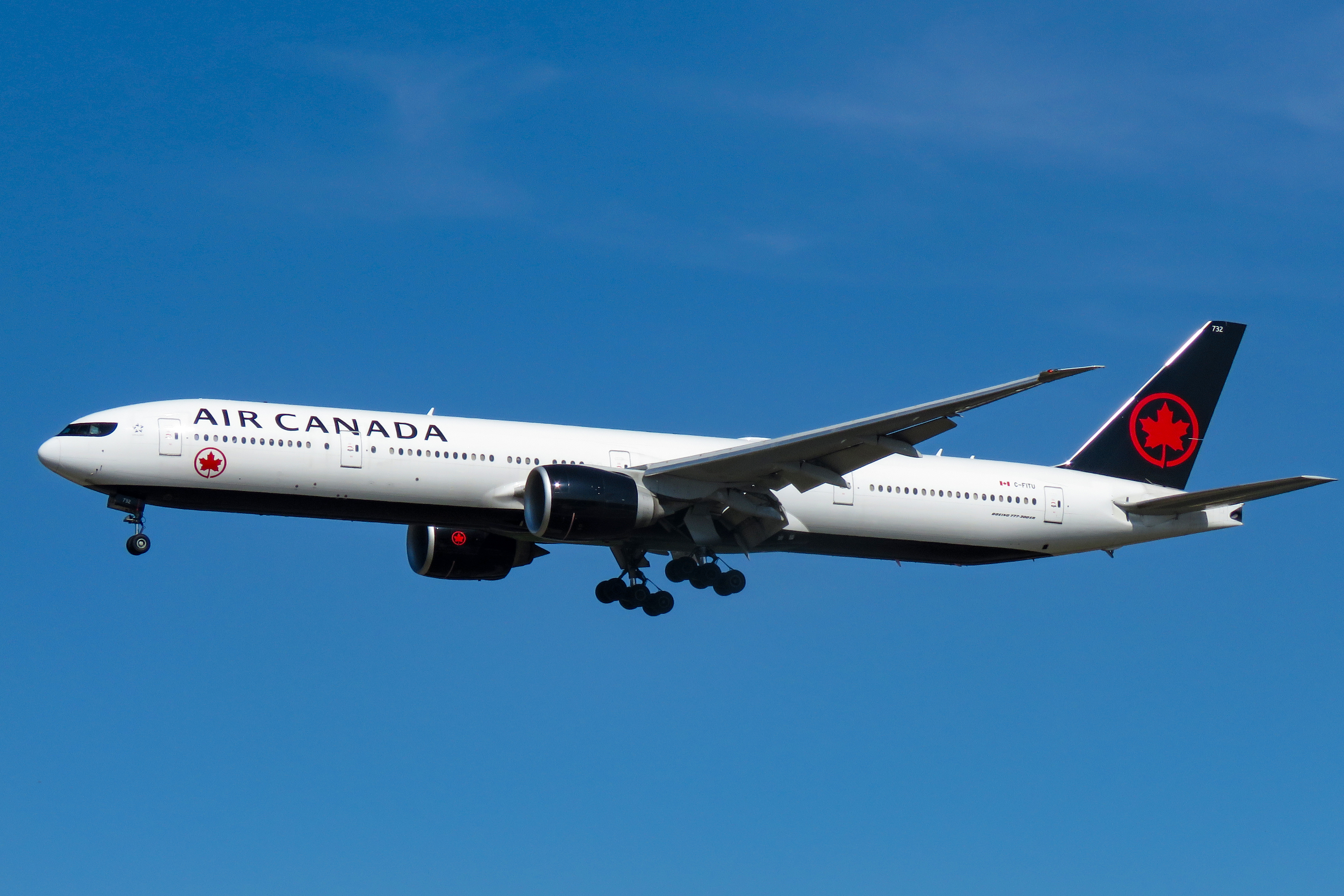
Boeing 777-300ER
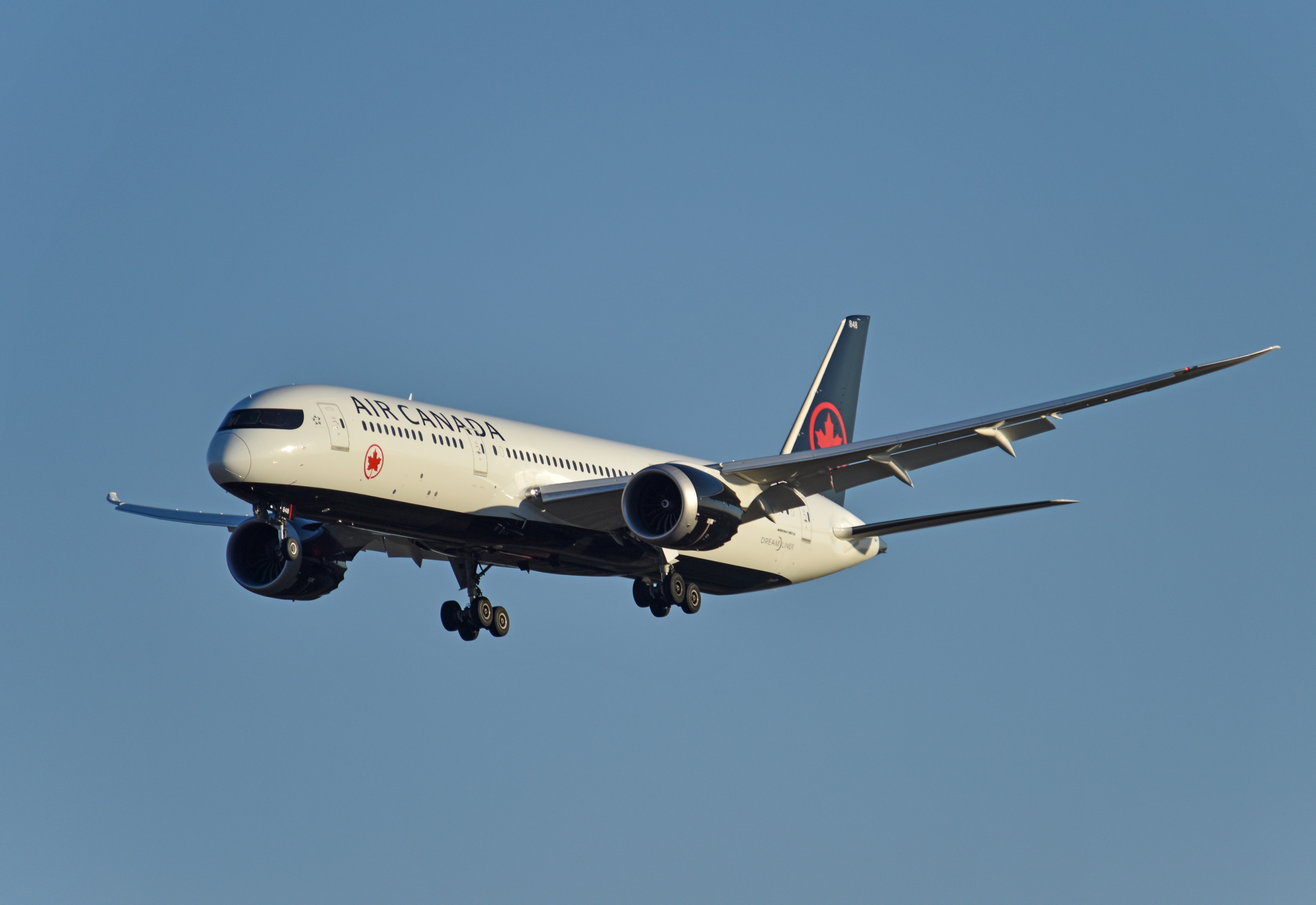
Boeing 787-9

Mit Stand Juli 2025 besteht die Flotte der Air Canada aus 216 Flugzeugen mit einem Durchschnittsalter von 12,1 Jahren:
| Flugzeugtyp       | Anzahl | bestellt | Anmerkungen                                                                                             | Sitzplätze (Executive/Eco+/Eco) | Durchschnittsalter |
| ----------------- | ------ | -------- | --- | ------------------------------- | ------------------ |
| Airbus A220-300   | 037    | 28       | drei inaktiv; Auslieferungen bis 2027                                                                   | 137 (12/-/125)                  | 03,9 Jahre         |
| Airbus A319-100   | 02     |          | wird ausgemustert                                                                                       | 120 (14/-/106)                  | 29,2 Jahre         |
| Airbus A320-200   | 017    |          | einer inaktiv                                                                                           | 146 (14/-/132) 150 (8/-/142)    | 22,7 Jahre         |
| Airbus A321-200   | 020    |          | einer inaktiv                                                                                           | 184 (8/-/176) 190 (16/-/174)    | 19,8 Jahre         |
| Airbus A321XLR    |        | 30       | Auslieferung zwischen 2025 und 2029 (+ Kaufrecht für 10 weitere Flugzeuge); mit Pratt & Whitney PW1000G | –offen–                         |                    |
| Airbus A330-300   | 020    |          | | 285 (-/30/255) 297 (32/24/241)  | 18,7 Jahre         |
| Boeing 737 Max 8  | 047    | 06       | zwei inaktiv; + 18 Optionen (auch Boeing 737 Max 9); werden bis 2028 an Air Canada Rouge abgegeben      | 169 (16/-/153)                  | 05,7 Jahre         |
| Boeing 767-300ER  | 02     |          | inaktiv                                                                                                 | 211 (24/-/187)                  | 32,4 Jahre         |
| Boeing 767-300ERF | 06     |          | eine inaktiv; Frachtflugzeuge der Air Canada Cargo                                                      | Fracht                          | 32,4 Jahre         |
| Boeing 777-200LR  | 06     |          | | 300 (40/24/236)                 | 17,7 Jahre         |
| Boeing 777-300ER  | 019    |          | | 400 (40/24/336) 450 (28/24/398) | 15,1 Jahre         |
| Boeing 787-8      | 08     |          | | 255 (20/21/214)                 | 10,9 Jahre         |
| Boeing 787-9      | 032    |          | | 298 (30/21/247)                 | 07,9 Jahre         |
| Boeing 787-10     | 0      | 18       | + 12 Optionen                                                                                           | -offen-                         |                    |
| Gesamt            | 216    | 82       | |                                 | 12,1 Jahre         |

Weitere Flugzeuge werden durch Jazz Aviation, einer eigenständigen Nachfolgerin der ehemaligen Air-Canada-Tochtergesellschaft Air Canada Jazz, und der Sky Regional Airlines unter dem Namen Air Canada Express betrieben.
Einige Flugzeuge von Air Canada sind mit einem System zur Internetnutzung an Bord des Anbieters Gogo ausgestattet, wodurch auch während eines Fluges, zurzeit aber nur innerhalb der USA, das Surfen im Web gegen Gebühr möglich ist. Die Versorgung von Kanada mit diesem Dienst ist laut Angaben des Herstellers gerade im Aufbau.

### Aktuelle Sonderbemalungen
| Flugzeugtyp      | Luftfahrzeugkennzeichen                   | Bemalung                                   | Zeitraum | Bild |
| ---------------- | ----------------------------------------- | ------------------------------------------ | --- | --- |
| Airbus A220-300  | C-GNBN                                    | "Trans-Canada Air Lines (TCA)"             | seit März 2021 | |
| Airbus A220-300  | C-GUPG                                    | "Carter 15"                                | seit November 2024 | Bild gesucht Die Wikipedia wünscht sich an dieser Stelle ein Bild. Weitere Infos zum Motiv findest du vielleicht auf der Diskussionsseite . Falls du dabei helfen möchtest, erklärt die Anleitung , wie das geht. |
| Airbus A330-300  | C-GHLM C-GEGI C-GEGP C-GOFV C-GXZD C-FDHG | „Star Alliance“                            | GHLM: seit Dezember 2007 GEGI:seit September 2019 GEGP: seit Oktober 2019 GOFV: seit Juni 2023 GXZD: seit Mai 2023 FDHG: seit Mai 2024 | |
| Airbus A330-300  | C-GEFA                                    | "Proudly contributing to climate research" | seit September 2023 | Air Canada C-FITW (Boeing 777-300ER) auf dem Vancouver International Airport, 14. Juni 2024 |
| Boeing 777-300ER | C-FITW                                    | "Go Canada Go"                             | seit Mai 2024 | Air Canada C-FITW (Boeing 777-300ER) auf dem Vancouver International Airport, 14. Juni 2024 |
| Boeing 787-9     | C-FVNB                                    | "Congratulations / Félicitations"          | seit April 2024 | Air Canada C-FITW (Boeing 777-300ER) auf dem Vancouver International Airport, 14. Juni 2024 |

### Ehemalige Flugzeugtypen

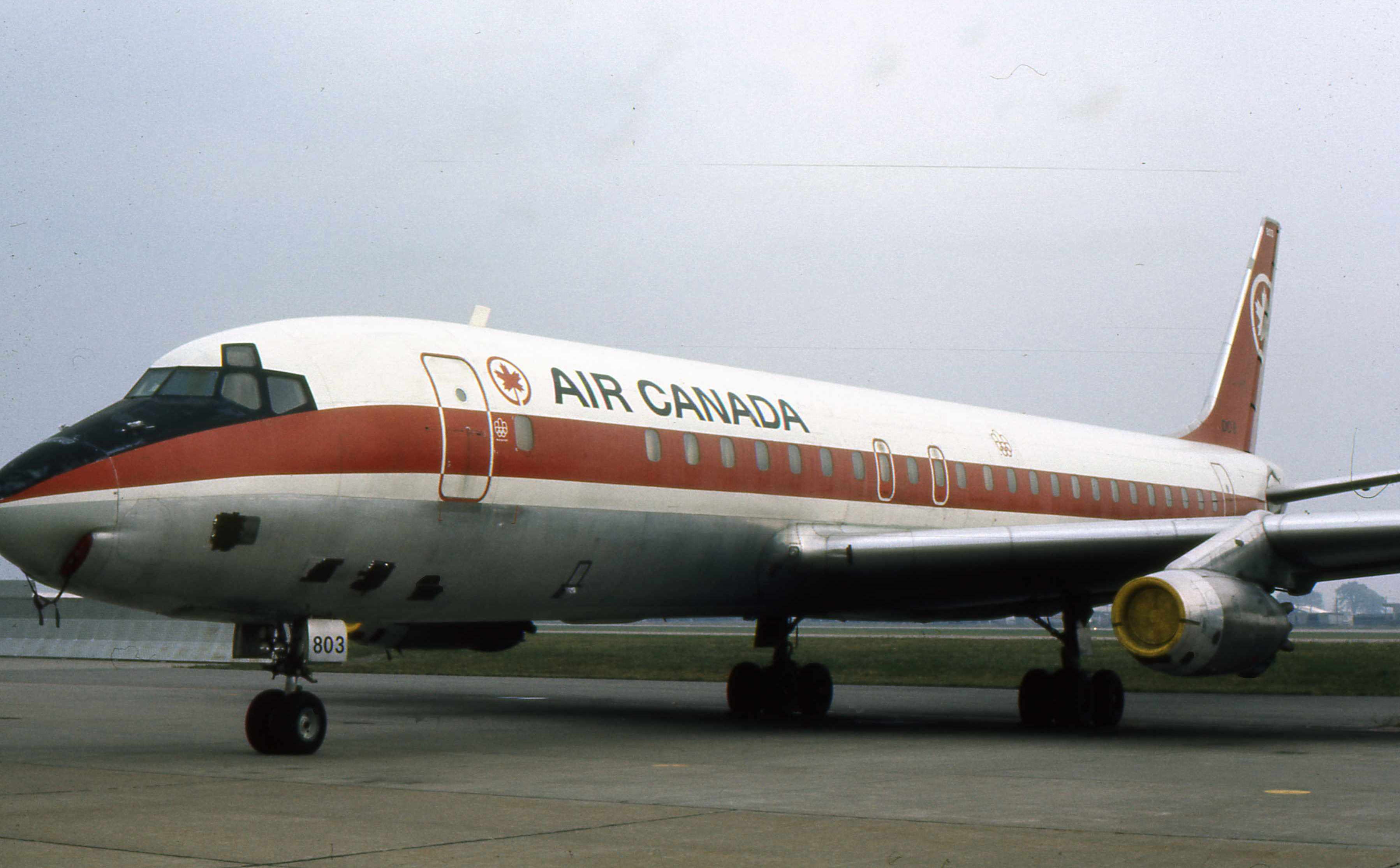
Douglas DC-8-43 der Air Canada

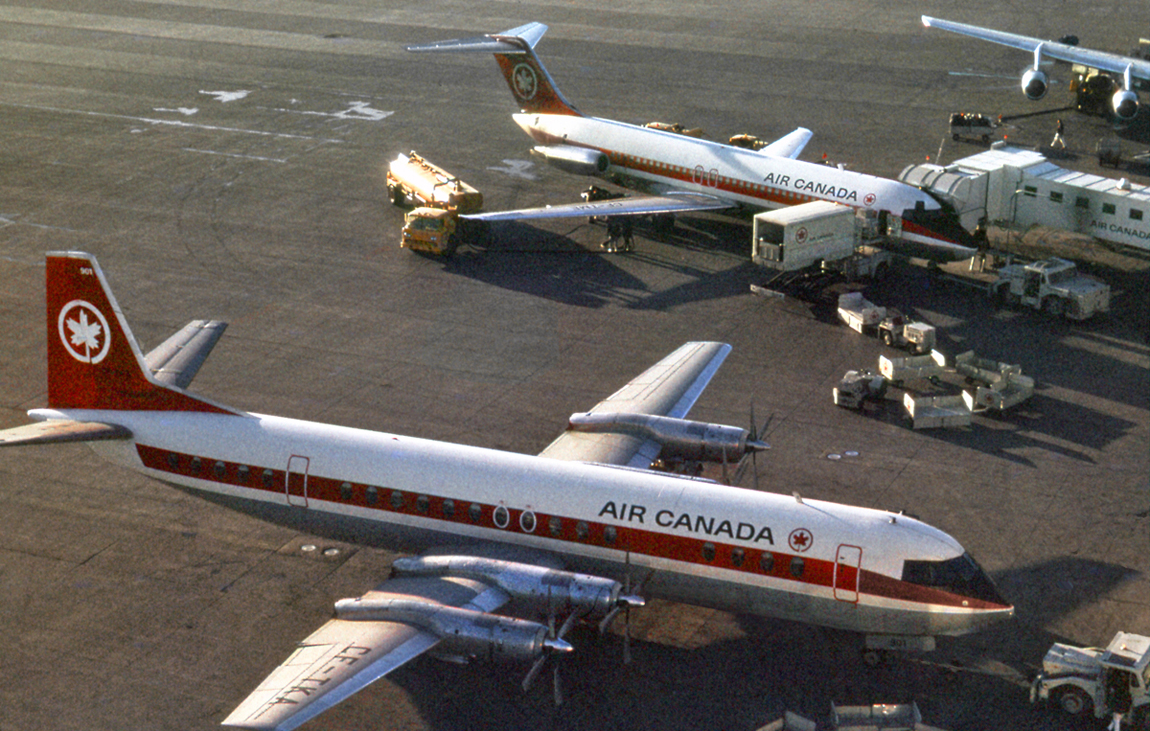
Vickers 952 Vanguard und Douglas DC-9, 1971

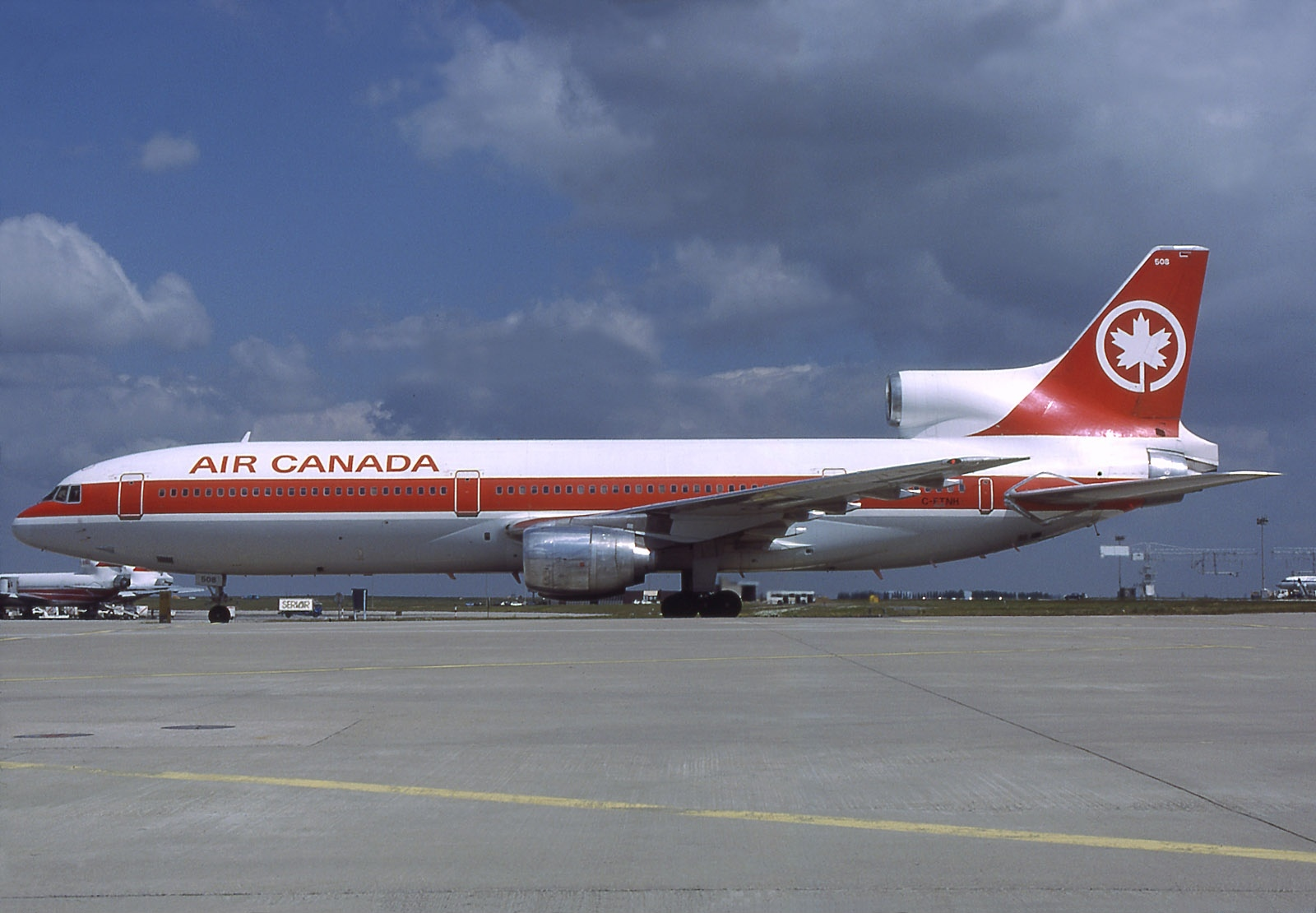
Lockheed Tristar 150 der Air Canada

Zuvor betrieben Trans-Canada Air Lines und Air Canada u. a. folgende Flugzeugtypen:
- Airbus A340-300/500
- Avro Lancastrian
- Boeing 727-200
- Boeing 737-200
- Boeing 747-100/200/400
- Boeing 767-200/300
- Bristol 170
- Canadair CRJ 100
- Canadair North Star
- Douglas DC-3
- Douglas DC-8-40/50/60
- Douglas DC-8-73
- Douglas DC-9-10/30
- Embraer 175
- Embraer 190
- Fokker F28 Fellowship
- Lockheed Modell 10
- Lockheed 14 Super Electra
- Lockheed Lodestar
- Lockheed Super Constellation
- Lockheed TriStar
- Vickers Vanguard
- Vickers Viscount

## Tochtergesellschaften
- Air Canada Cargo
- Air Canada Express
- Air Canada Jetz
- Air Canada Rouge
- Air Canada Vacations

Ehemalige Tochtergesellschaften
- Aeroplan
- Air Canada Jazz
- Air Canada Tango
- Zip (Fluggesellschaft)

## Zwischenfälle
Von 1938 bis zur Umbenennung 1964 kam es bei Trans-Canada Air Lines zu 14 Totalverlusten von Flugzeugen. Dabei gab es insgesamt 252 Todesopfer.
Anschließend verlor die umbenannte Air Canada bis Dezember 2016 weitere zehn Flugzeuge, wobei 139 Menschen ums Leben kamen. Auszüge:
- Am 28. April 1947 wurde eine Lockheed 18-08A Lodestar der Trans-Canada Air Lines (Luftfahrzeugkennzeichen CF-TDF) 16 Kilometer nördlich von Vancouver in die Berge geflogen. Bei diesem CFIT (Controlled flight into terrain) wurden alle 15 Insassen getötet, drei Besatzungsmitglieder und 12 Passagiere. Die Trümmer der Maschine wurden erst am 27. September 1994 gefunden (siehe auch Trans-Canada-Air-Lines-Flug 3).[29]

- Am 12. August 1948 kollidierte eine Canadair North Star der Trans-Canada Air Lines (CF-TEL) bei der Landung in Sydney (Nova Scotia) mit einem unbeleuchteten Erdhaufen am Landebahnanfang. Das Fahrwerk riss Tanks auf, es entstand ein Feuer. Alle 17 Insassen überlebten; am Flugzeug entstand Totalschaden.[30]

- Am 17. Dezember 1954 flog eine Lockheed L-1049E Super Constellation der Trans-Canada Air Lines (CF-TGG) beim Landeanflug auf den Flughafen Toronto-Malton (Canada) zu tief an und zerbrach in drei Teile auf einem Feld, noch 19 Kilometer vor der Landebahn. Alle 23 Passagiere und Besatzungsmitglieder überlebten den Unfall. Die Piloten waren zu weit unterhalb des Instrumentenanfluggleitpfades angeflogen. Möglicherweise führte Übermüdung der Flugbesatzung zu einer Fehlinterpretation der Höhenanzeige.[31][32]

- Am 10. November 1958 kam es bei einer Lockheed L-1049D Super Constellation der Seaboard & Western Airlines (N6503C) während eines Trainingsfluges auf dem Flughafen New York-Idlewild zum Kontrollverlust, wobei die Maschine schließlich mit einer geparkten Vickers Viscount 724 der Trans-Canada Airlines (CF-TGL) kollidierte, in der sich nur zwei Besatzungsmitglieder aufhielten. Auslöser war eine fehlerhaft gebaute Umkehrschub-Vorrichtung, die sich plötzlich von selbst aktivierte. Alle fünf Besatzungsmitglieder sowie die beiden in der Viscount überlebten. Beide Flugzeug brannten aus und wurden zu Totalschäden.[33][34]

- Am 3. Oktober 1959 wurde eine Vickers Viscount 757 der Trans-Canada Air Lines (CF-TGY) im nächtlichen Anflug auf den Flughafen Toronto-Malton (Kanada) bei schlechter Sicht gut 1000 Meter vor der Landebahn in den Boden geflogen. Alle 38 Insassen, die vier Besatzungsmitglieder und 34 Passagiere, überlebten den Unfall. Das Flugzeug wurde irreparabel beschädigt.[35]

- Am 28. November 1963 stürzte eine Douglas DC-8-54 der Trans-Canada Air Lines (CF-TJN) 19 Kilometer nordwestlich des Flughafens Montréal-Dorval, Kanada fünf Minuten nach dem Start wegen eines Defekts in der Trimmung des Höhenruders ab. Alle 118 Menschen starben (siehe auch Trans-Canada-Air-Lines-Flug 831).[36]

- Am 13. Juni 1964 fielen bei einer Vickers Viscount 757 der Air Canada (CF-THT) im Anflug auf den Flughafen Toronto-International (Kanada) beide linke Triebwerke aus. Das Flugzeug schlug gerade noch innerhalb der Flugplatzgrenze auf und wurde zerstört. Alle 44 Insassen, die drei Besatzungsmitglieder und 41 Passagiere, überlebten.[37]
- Am 19. Mai 1967 rollte eine DC-8F-54 der Air Canada (CF-TJM) auf einem Trainingsflug im Landeanflug auf den Flughafen Ottawa zur Seite und stürzte im Rückenflug zu Boden. Alle drei Besatzungsmitglieder kamen ums Leben. Im Untersuchungsbericht warfen die Flugunfallermittler der Besatzung vor, ein Trainingsflugmanöver unter Bedingungen durchgeführt zu haben, die ein Behalten der Kontrolle über die Maschine unmöglich machten (siehe auch Flugunfall einer Douglas DC-8 der Air Canada bei Ottawa).[38]
- Am 7. April 1969 brach kurz nach dem Start einer Vickers Viscount 757 der Air Canada (CF-THK) vom Flughafen Sept-Îles ein Feuer im linken Hauptfahrwerksschacht aus. Den Piloten gelang es, mit der Maschine zum Flughafen zurückzufliegen, jedoch ließ sich wegen des Feuers das Triebwerk Nr. 1 nicht abstellen und die Bremsen des linken Hauptfahrwerks versagten. Die Evakuierung wurde vorgenommen, während die Maschine rechts herum im Kreis rollte. Bei der Evakuierung stürzte eine Passagierin, wurde von der Maschine überrollt und kam ums Leben. Die übrigen 20 Insassen der Maschine überlebten den Zwischenfall (siehe auch Flugunfall einer Vickers Viscount der Air Canada bei Sept-Îles).[39]
- Am 5. Juli 1970 fuhr der Kopilot der Douglas DC-8-63 CF-TIW im Endanflug auf Toronto die Störklappen versehentlich vollständig aus. Beim Versuch durchzustarten setzte das Flugzeug für einen kurzen Moment sehr hart auf der Landebahn auf, wobei ein Triebwerk abriss und eine Tankhülle beschädigt wurde. Nach dem Abheben zerstörten mehrere Explosionen die rechte Tragfläche. Beim Absturz kamen alle 109 Insassen ums Leben (siehe auch Air-Canada-Flug 621).[40]
- Am 26. Juni 1978 brachen die Piloten einer Douglas DC-9-32 der Air Canada (CF-TLV) in Toronto den Start ab, nachdem an der Maschine einen Reifen geplatzt war. Die Maschine rollte über das Startbahnende hinaus und stürzte einen Abhang herunter, wobei der Rumpf auseinanderbrach. Von den 107 Menschen an Bord wurden 2 Passagiere getötet (siehe auch Air-Canada-Flug 189).[41]
- Am 2. Juni 1983 kam es auf dem Flug von Dallas/Fort Worth, USA, nach Toronto, Kanada an Bord einer Douglas DC-9-30 der Air Canada (C-FTLU) zu starker Rauchentwicklung. Infolge von Kabelbränden fielen auch einige Cockpitinstrumente aus. Trotzdem gelang den Piloten eine Notlandung auf dem Northern Kentucky Airport. In der folgenden Evakuierung des Flugzeuges starben durch den Brand 23 Passagiere, während sich alle anderen 18 Passagiere und 5 Besatzungsmitglieder retten konnten (siehe auch Air-Canada-Flug 797).[42]

- Am 23. Juli 1983 kam es bei einer mit 61 Passagieren und 8 Besatzungsmitgliedern besetzten Boeing 767-200 der Air Canada (C-GAUN) auf dem Weg von Montreal, Kanada über Ottawa nach Edmonton auf Reiseflughöhe zu einem totalen Triebwerksausfall, da aufgrund einer Verwechslung der Maßeinheiten nicht genügend Treibstoff mitgeführt wurde. Das Flugzeug konnte jedoch auf einer bereits stillgelegten und (auch an diesem Tag) für Autorennen genutzten Landebahn des Flughafens Gimli landen. Dabei brach das Bugfahrwerk zusammen, es kam jedoch nicht zu Personenschäden (siehe auch Air-Canada-Flug 143).[43]
- Am 16. Dezember 1997 verunglückte eine Bombardier CRJ100ER der Air Canada (C-FSKI) bei der Landung in dichtem Nebel am Flughafen Fredericton (New Brunswick, Kanada). Beim Versuch des Durchstartens kam es zu einem Strömungsabriss. Beim ersten Aufschlag brach das Bugfahrwerk ab; trotzdem beließen die Piloten den Schub auf Vollgas. Bei mehrfachem Steigen und Aufschlagen zerlegte sich das Flugzeug allmählich und kam schließlich zwischen Bäumen zum Stillstand. Alle 42 Insassen, drei Besatzungsmitglieder und 39 Passagiere, überlebten den Unfall. Das Flugzeug wurde irreparabel beschädigt.[44]

- Am 29. März 2015 setzte ein Airbus A320-200 der Air Canada (C-FTJP) auf dem Flug von Toronto nach Halifax bei der Landung vor der Landebahn auf. 23 der 137 Insassen wurden verletzt. Zum Zeitpunkt der Unglücks herrschte schlechtes Wetter (siehe auch Air-Canada-Flug 624).[45]
- Am 7. Juli 2017 verwechselten die Piloten eines Airbus A320-211 der Air Canada (C-FKCK) auf dem Flug von Toronto nach San Francisco bei der Landung die Piste 28R mit der parallel verlaufenden Rollbahn Charlie, auf der vier Flugzeuge auf die Startfreigabe warteten. Die Piloten starteten in einer Höhe von 26 Metern über dem Grund durch, wobei das Flugzeug bis auf 18 m über dem Boden sank und die kürzeste Entfernung zu dem überflogenen zweiten wartenden Flugzeug nur 4,3 Meter betrug.[46] Grund der Verwechslung war, dass die ebenfalls parallel verlaufende linke Piste 28L geschlossen und unbeleuchtet war, während die wartenden Flugzeuge auf dem rechts der Piste 28R liegenden Taxiway Charlie die grün leuchtende Mittellinienmarkierung der Rollbahn verdeckten und ihre Positionslichter auf die Piloten wie die Randbefeuerung einer Start- und Landebahn wirkten. Die Piloten hatten trotz Dunkelheit und Übermüdung einen Sicht- anstatt eines Instrumentenanflugs durchgeführt. Insgesamt befanden sich über 1.000 Passagiere an Bord der fünf beteiligten Flugzeuge (siehe auch Air-Canada-Flug 759).[47][48]